# SmartWings
SmartWings，是一家捷克的航空公司，總部位於布拉格布拉格瓦茨拉夫·哈維爾國際機場。主要經營歐洲國際航班，它还拥有捷克航空公司30%的股份，并在波兰、匈牙利和斯洛伐克设有子公司。

## 历史

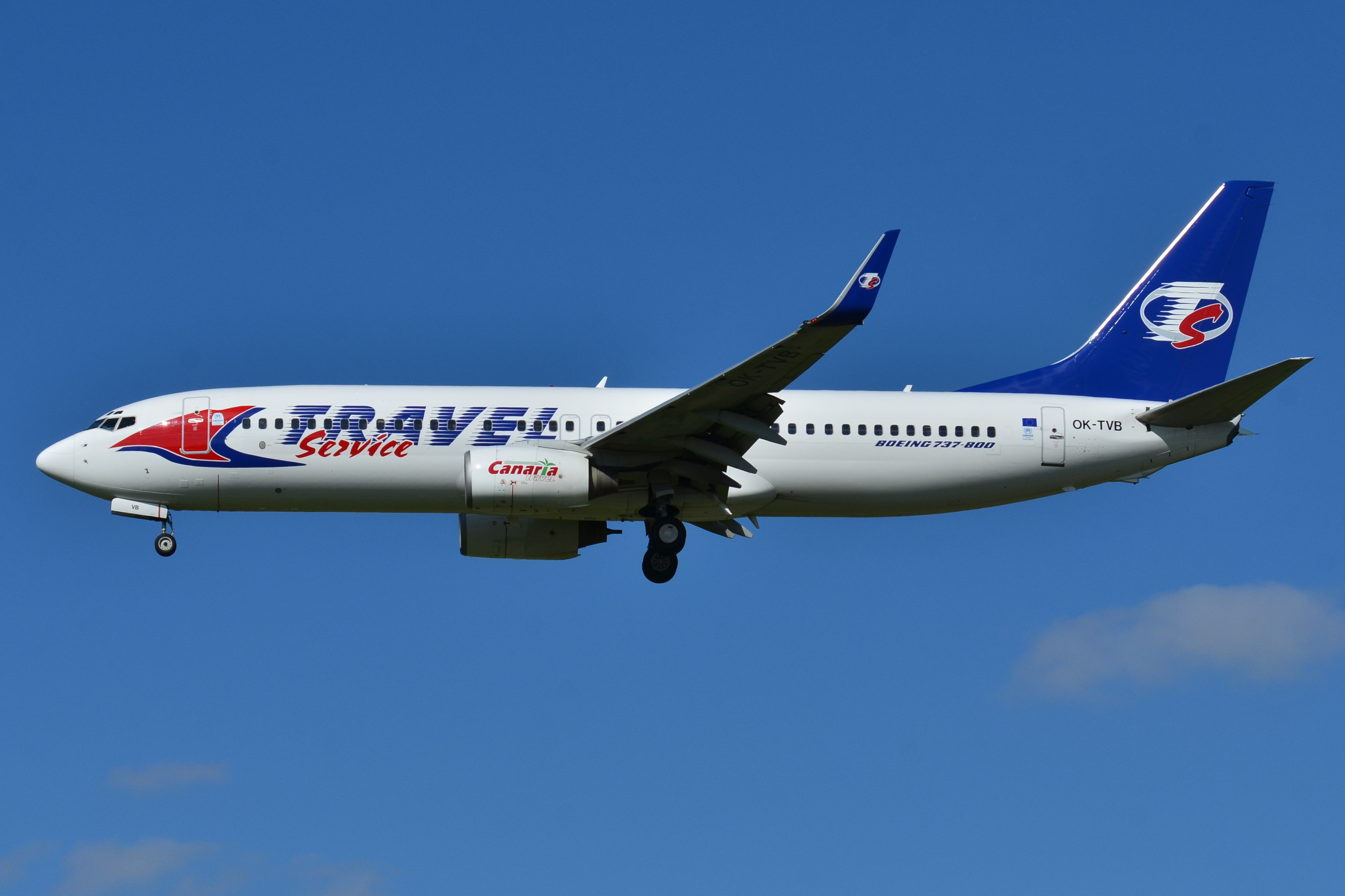
2013年，前身为捷克旅行航空时期的波音737-800客机。

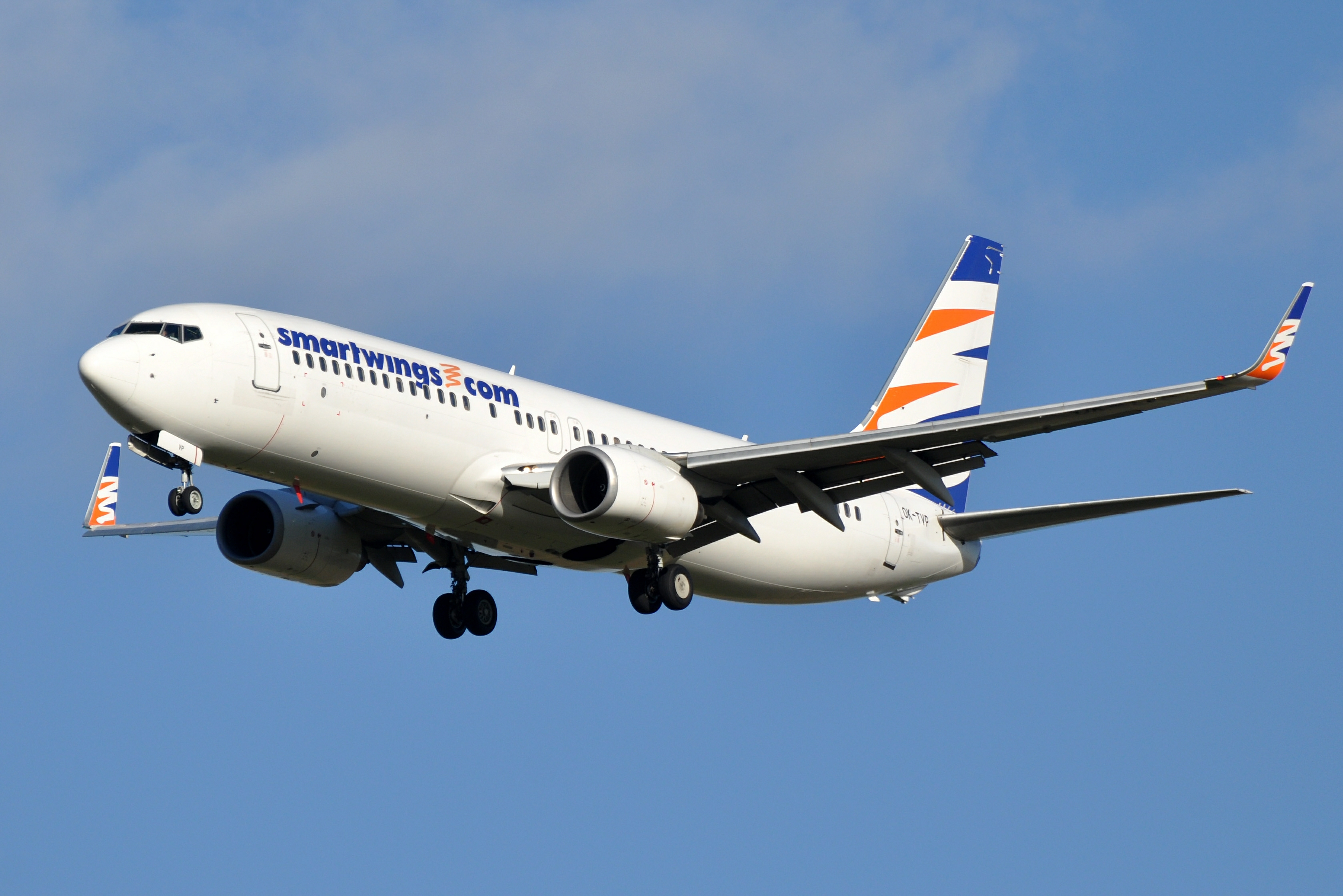
2012年，Smartwings的波音737-800客机。

Smartwings成立于1997年，最初名为捷克旅行航空，主要为捷克旅行社运营包机航班。公司的第一架飞机是圖波列夫Tu-154型飞机。2000年，捷克旅行航空接收了第一架波音737-400飞机。从那时起，该航空公司一直以波音机队为主。
2004年，捷克旅行航空推出了其低成本航空品牌Smartwings。旅行航空从汉莎航空租赁了两架波音737-500飞机，主要用于Smartwings航班计划。两架飞机都使用了新的Smartwings涂装。捷克前总统瓦茨拉夫·克劳斯出席了2004年5月1日举行的开业典礼。
2007年，该公司运送了220万名乘客，一年后运送了约230万名乘客。2014年，该公司运送了430万名乘客，其中约1.2%的旅客乘坐以Smartwings为品牌的定期航班。
2007年9月18日，冰岛航空集团收购了该航空公司50%的股份，并于2008年4月进一步购买股份，使其持股比例达到80%。2008年12月，集团通过向其他股东Unimex出售股份，将持股比例降至66%。 2009年，集团通过发行新股将持股比例进一步稀释至50.1%；集团还向其他股东出售了部分股份，将持股比例降至30%。2009年，冰岛航空将其持有的30%旅行航空股份分拆为一家新公司，由冰岛航空的债权人接管。中国投资集团华信能源目前持有旅行航空49.9%的股份。
旅行航空拥有捷克航空公司98%的股份；2017年，它从Prisko和大韩航空手中收购了64%的股份。在此之前，它在2014年购买了34%的股份。捷克航空公司进行业务重组后，Smartwings保留了该公司30%的股份。
2013年，旅游航空取消了波音787的订单，转而订购了波音737 Max 8。
2017年10月，旅游航空宣布计划将其品牌从航空公司转为控股公司，并将其所有业务转移到Smartwings品牌下。2018年，旅游航空宣布其涂装将由Smartwings涂装取代。同年它再次订购了波音737 Max 8飞机。
2018年12月，旅游航空更名为Smartwings，即其前低成本子公司的名称。
2019年3月，Smartwings宣布计划在2019年年底前创建一家德国子公司，并将其捷克航空公司子公司过渡到全波音737机队。然而截至2022年，这些计划尚未实现，捷克航空公司仍保持其全空客机队。
2021年2月，Smartwings航空公司宣布其封存的波音737 MAX飞机于本月底恢复运营，成为欧洲首家恢复运营该机型的航空公司。

## 機隊

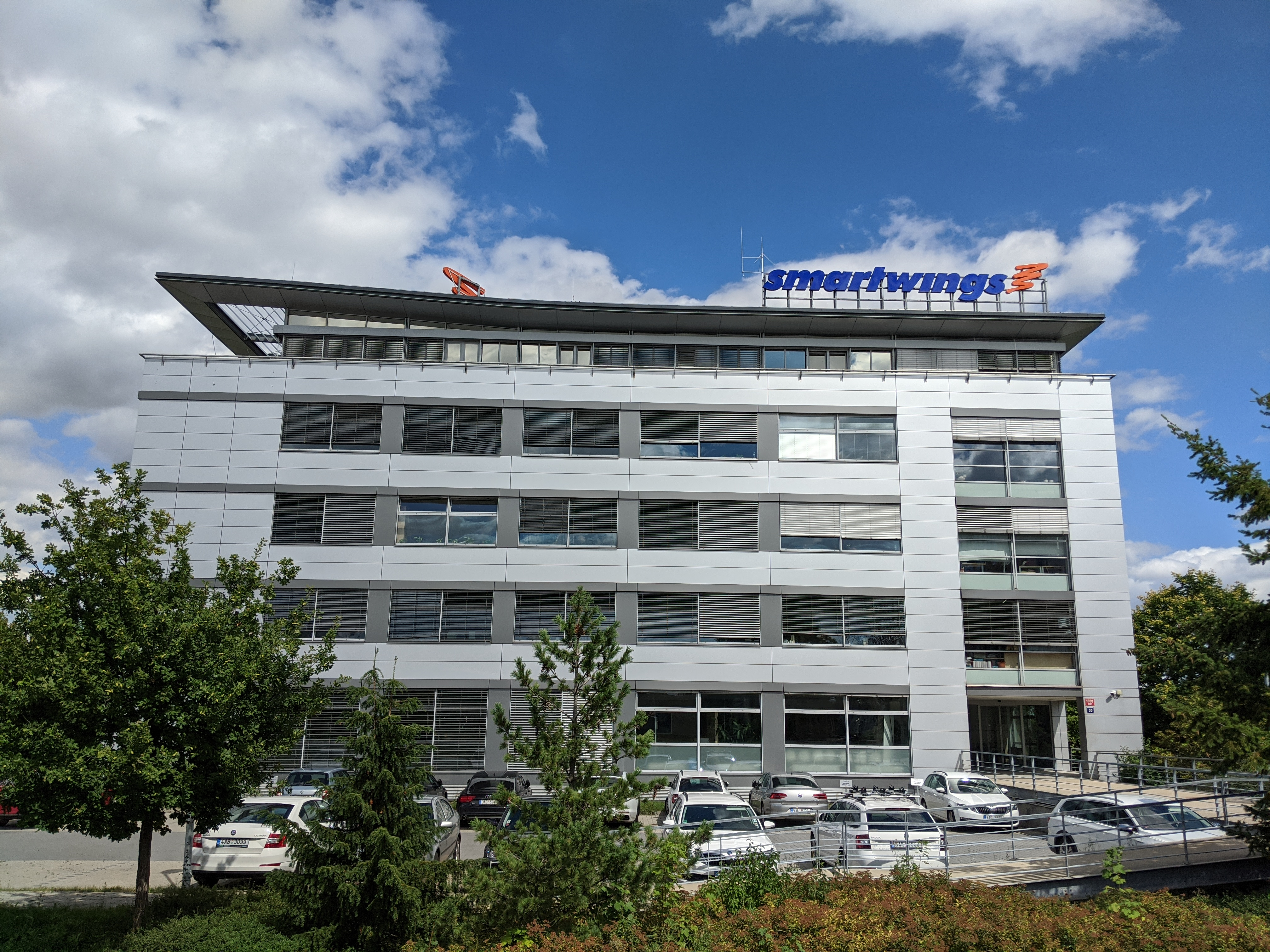
Smartwings在布拉格的总部。

截至2024年4月1號，SmartWings有以下機隊：
| 机型          | 运营中 | 订购中 | 载客量 | 载客量 | 载客量 | 备注 |
| 机型          | 运营中 | 订购中 | C      | Y      | 总计   | 备注 |
| ------------- | ------ | ------ | ------ | ------ | ------ | ---- |
| 波音737-700   | 2      | —      | –      | 148    | 148    |      |
| 波音737-800   | 23     | —      | 18     | 150    | 168    |      |
| 波音737-800   | 23     | —      | –      | 189    | 189    |      |
| 波音737-900ER | 2      | —      | –      | 212    | 212    |      |
| 波音737 MAX 8 | 10     | 3      | –      | 189    | 189    |      |
| 总计          | 36     | 3      |        |        |        |      |

### 公务机机队

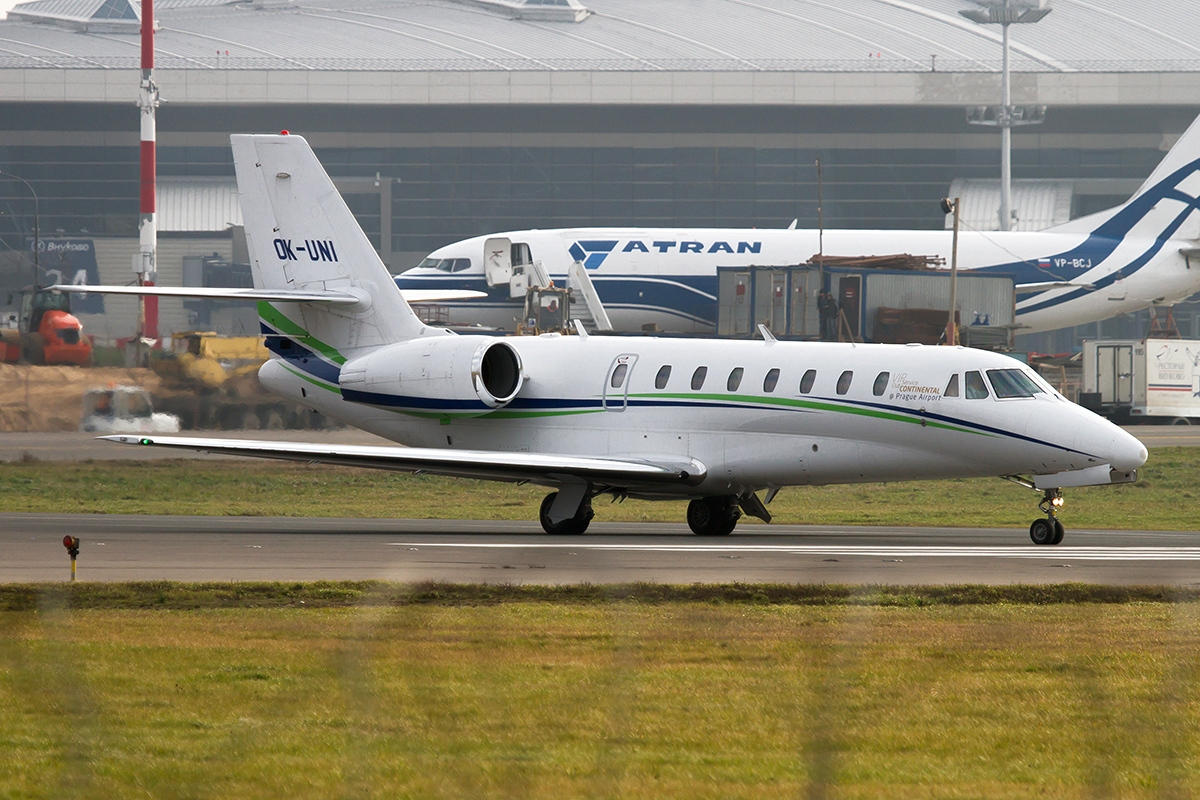
Smartwings的赛斯纳奖状君主系列飞机

Smartwings同样也运营公务机，截止2017年7月起公务机机队组成为：
| 机型            | 运营中 | 订购中 | 乘客数 | 备注 |
| --------------- | ------ | ------ | ------ | ---- |
| 赛斯纳奖状君主  | 4      | —      | 9      |      |
| 赛斯纳奖状君主+ | 1      | —      | 9      |      |
| 总计            | 5      |        |        |      |

### 之前运营机型
- 空中客车A320-200
- 波音737-400
- 波音737-500[22]
- 波音757-200
- 波音767-300ER
- 圖波列夫Tu-154M[23]

## 外部連結
- 智能翼航空官網（页面存档备份，存于）